# Lophuromys pseudosikapusi
Lophuromys pseudosikapusi — вид родини мишеві.

## Морфологія

### Опис
Верх тіла чорнуватий, з рудуватим волоссям при основі й чорнуватим на кінці. Низ абрикосовий, з жовтуватою основою волосся і червонуватими кінцями. Вуха відносно великі і чорнуваті. Зовнішні частини ніг легко-червонуваті. Кігті білі й відносно короткі. Хвіст коротший, ніж голова й тіло, покритий чорно-бурими волосками зверху, низ майже білий.

### Морфометрія
Невеликого розміру, з довжиною голови й тіла від 130 до 138 мм, довжиною хвоста від 78 до 86 мм, довжиною стопи між 23,5 і 25 мм, довжиною вух між 19,5 і 20 мм і вагою до 67 грамів.

## Поширення
Цей вид відомий тільки в лісі Шеко, західно-центральної Ефіопії. Живе в вологих лісах з переважанням африканськогірських паразитичних рослин Фікус і підліску з арабіки до приблизно 1200 метрів над рівнем моря.

## Звички
Це наземний вид.